# Obuchiwka (obwód dniepropetrowski)
Obuchiwka (ukr. Обухівка, do 2016 Kirowśke, ukr. Кіровське) – osiedle typu miejskiego na Ukrainie, w obwodzie dniepropetrowskim, w rejonie dnieprzańskim, siedziba hromady. W 2001 liczyło 8266 mieszkańców, spośród których 7730 wskazało jako ojczysty język ukraiński, 455 rosyjski, 3 mołdawski, 1 rumuński, 16 białoruski, 6 ormiański, 31 romski, 1 niemiecki, 22 inny, a 1 osoba się nie zadeklarowała.